# Amaralia hypsiura
Amaralia hypsiura es una especie de pez de la familia Aspredinidae en el orden de los Siluriformes.

## Morfología
• Los machos pueden llegar alcanzar los 13,3 cm de longitud total.

## Hábitat
Es un pez de agua dulce y de clima tropical (22 °C-24 °C).

## Distribución geográfica
Se encuentran en Sudamérica:  cuenca del río Amazonas en Bolivia,  Brasil, Colombia,  Ecuador y el Perú.